# الكتكوت (مجلة)
مجلة الكتكوت هي مجلة مصرية شهرية للأولاد. صدرت لأول مرة في إبريل عام 1940م عن دار بنت النيل. مؤسستها ورئيسة تحريرها هي درية شفيق، وعنوانها: 48 شارع قصر النيل، القاهرة، وكانت تُطبع في مطبعة النيل في شارع الملكة نازلي بالقاهرة.
لا تحوي المجلة إشارةً إلى طاقم العاملين في المجلة، كما أنه ليس هناك أسماء تُشير إلى الكُتاب في الكثير من الأعداد. قطع المجلة 27×31 سم، وهي موجَّهة للأطفال من سن السادسة حتى السادسة عشر دون إشارة إلى ذلك. يغلب على المجلة طابع الفُكاهة، كما أنها تعتمد على الكرتون حيث تحوي المجلة على 6 صفحات من بين 24 صفحة، كلها بالأبيض والأسود عدا صفحتي الغلاف الأولى والأخيرة فهما بالألوان.
تعتمد المجلة على الفُكاهة في المقام الأول في الصفحة الثانية والصفحة قبل الأخيرة، وهناك أيضاً في بعض الصفحات الداخلية والأبواب نكات يرسلها القراء من أعمار مختلفة. كما تعتمد المجلة على قصص قصيرة يكتبها كتاب لا يوقعون عادةً بأسمائهم. وتنحصر التسالي في إرشادات لبعض الألعاب التي يلعبها الصغار، ومسابقة ذات جوائز غير محددة. ليس للمجلة ملاحق ولا تنشر صور القراء رغم نشرها لمساهماتهم. ليس هناك شعار مُحدد للمجلة على الغلاف، ويُباع العدد الواحد في عام 1949م ب20 مليماً، وتنشر المجلة إعلانات على الصفحة الأخيرة وفي داخلها.

## الأبواب
- أوعى تضحك
- صفحة أصدقاء كتكوت
- لوريل وهاردي
- القراء يسألون
- الكتكوت يجيب
- اضحك
- التسالي
- الشخصيات
- شكشك
- لوريل
- هاردي
- برغش

## فريق العمل
لا توجد إشارة -بشكل عام- إلى كُتَّاب العدد إلا أن هناك بعض الكُتاب المعروفين في المجلة مثل طلعت حامد، وحسين قدري البيه، أما الرسام الذي يرسم أغلب المجلة فهو نبيه، وليس هناك إشارة إلى غيره.